# Družina Colonna
Družina Colonna (tudi samo Colonna), znana tudi kot Sciarrillo ali Sciarra, je italijanska plemiška družina, ki je del papeškega plemstva. Bila je močna v srednjem veku in v času rimske renesanse, kadar je dala Cerkvi enega papeža (Martina V.) in mnoge druge verske in politične voditelje. Vmešana je bila tudi v spor med Filipom Lepim in Bonifacijem VIII. - in sicer v prid Francije, kar je pripeljalo do skoraj stoletnega Avinjonskega suženjstva. Družina je znana tudi po malodane trajnem hudem sporu z družino Orsini zaradi vpliva v Rimu, dokler nasprotij ni končala bula iz leta 1511. Leta 1571 pa sta se vodja obeh družin poročila z nečakinjami Siksta V.. Nato so zgodovinarji zapisali, da "ni bilo sklenjenega med krščanskimi knezi nobenega miru, v katerega ne bi bili družini poimensko vključeni".

## Zgodovina

### Izvor
Tuskulski grofje in njihovi predniki
Po izročilu je družina Colonna veja Tuskulskih grofov, ki so dali Katoliški Cerkvi kar sedem papežev. Za primerjavo je dala družina Colonna sicer lepo število cerkvenih dostojanstvenikov, vendar le enega papeža. 
Njen začetnik Peter (1099–1151) je bil sin Gregorja III.; latinsko se je imenoval "Petrus de Columna" – po gradu Columna v Albanskih gričih, ki je bil v njegovi lasti; to je prešlo v italijansko ime Colonna, tj. Steber; tako se imenuje ta kraj v Laciju še danes. 
Družinsko deblo seže še nazaj mimo Tuskulskih grofov prek Langobardov in italo-rimskih plemičev, trgovcev in duhovščine skozi zgodnji srednji vek. Njihovi pripadniki so celo trdili, da izvirajo iz Julijsko-Klavdijske dinastije (gens Julia), katerega prvi predstavnik je omenjen v analih leta 489 pr.n.št. kot rimski konzul Gaj Julij Jul (Gaius Julius Julus).
Kardinali
Prvi kardinal iz te družine je bil imenovan leta 1206, ko je Giovanni Colonna di Carbognano postal kardinal-diakon pri baziliki sv. Kozme in Damjana. Kardinal Giovanni di San Paolo (povišan med škrlatnike 1193) je bil dolga leta smatran za člana družine Colonna kot njen prvi predstavnik v Kardinalskem zboru. V novejšem času so zgodovinarji ugotovili, da je to temeljilo na ponarejenih podatkih z začetka 16. stoletja, kar takrat niti ni bila redkost (npr. Frankopani).
Giovanni Colonna (rojen okoli 1206),nečak omenjenega kardinala Giovannija Colonna di Carbognana, je dal slovesne zaobljube kot dominikanec okoli leta 1228 in se je bogoslovno ter modroslovno izobraževal v rimskem zavodu Santa Sabina, predhodnici Papeške univerze svetega Tomaža Akvinskega "Angelicum". Služil je kot provincial rimske province dominikanskega reda in vodil provincialni zbor 1248 v Anagniju.  Ta Kolona je bil nadškof v Messini 1255.
Margherita Colonna, ki je umrla 1248, je bila članica frančiškanskega tretjega reda. Papež Pij IX. jo je 1848 razglasil za blaženo.

### Napad na papeža

#### Spori zaradi zemlje
V tem času je začela rasti moč družine Steber, a obenem tudi hlepenju po širjenju posesti v smeri Rima, kakor tudi nasprotovanje med propapeško družino Orsini ter protipapeško usmerjenimi gvelfi. Ti slednji – torej Colonna – so bili v obdobju sporov in pravih krvavih spopadov med Papeštvom in Cesarstvom na cesarski oziroma na kraljevski strani, kadar je šlo za Francijo. Kako je prišlo do tega, da so postali Stebri - med njimi celo nekateri kardinali - tako nepomirljivi nasprotniki papeštva? 
Leta 1297 je kardinal Jakob Colonna razdedinil svoje brate Otona, Mateja in Landolfa in si prigrabil njihove deleže. Slednji so se obrnili na papeža Bonifacija VIII., ki je zadevo razsodil pravično. Od Jakoba je zahteval, naj bratom vrne zemljo in poleg tega prepusti papeštvu Colonno, Palestrino in druga utrjena mesta. Jakob je to grobo zavrnil; zato ga je maja papež odstranil iz kardinalskega zbora ter izobčil njega in njegove privržence za štiri rodove.
Družina Colonna – razen treh razdedinjenih bratov, ki so prestopili na papeževo stran - je prišla na dan z izjavo, da je bil Bonifacij po odstopu papeža Celestina V. - ki da je moral odstopiti pod prisilo - izvoljen nezakonito. 
Spor je privedel do odprtega vojskovanja in septembra je Bonifacij imenoval Landolfa za poveljnika svoje vojske, da bi zadušil upor. Do konca 1298 je Landolfo zavzel Colonno, Palestrino in druga mesta ter jih zravnal s tlemi. Zemljišča so si med seboj razdelili Landolfo in njegova zvesta brata; ostali člani družine pa so pobegnili iz Italije. Izgnani Stebri so se pridružili papeževemu najhujšemu sovražniku - Filipu Lepemu, ki ga je v mladosti poučeval kardinal Egidio Colonna.

#### Papežev nasprotnik
Bonifacij se je trudil, da bi bila Cerkev svobodna od slehernega političnega vmešavanja, in da bi bilo krščanstvo v miru. „Z velikim pogumom in globokim umom” je izdal eno od najbolj znamenitih in pomembnih okrožnic v zgodovini, „Unam sanctam”, ki jo pripisujejo Egidiju Romanu. V njej je razglasil, pred vsemi političnimi avtoritetami in močmi, duhovno nadoblast Cerkve, ki je združena pod enim pastirjem. 
Tega njegovega načina vodenja Cerkve ni mogel prenašati oblastni Filip Lepi. Zaradi ureditve spora je poslal papež v Francijo kardinala Jeana Lemoina,  ki je bil sprejemljiv tudi dvoru. Marca 1303 je na skupščini državnih stanov v Louvru Guillaume de Nogaret, novi kancler, svetoval, naj kralj brani Cerkev pred „vrinjenim, nepravim papežem Bonifacijem”. 30. junija 1303 je Viljem Du Plessis prebral odbornikom obtožnico, ki je bila polna nepredstavljivih obtožb zoper papeža. Filip, ki je papeževega poslanca že prej ujel in zaprl v ječo, je izjavil, da „dela po vesti in da bo sklical vesoljni cerkveni zbor le spoštujoč nedotakljivost Svetega sedeža”. Pred tem koncilom naj bi se papež zagovarjal in k temu ga bodo prisilili. 
Papež je ravno pripravljal novo okrožnico, s katero bi kralja izobčil; da bi francoski kralj „divje narave” to preprečil, je hotel Bonifacija ujeti in ga pripeljati v Francijo. Zategadelj je Nogaret odpotoval  v Italijo; sklenil je zavezo s Sciarrom Colonnom, papeževim smrtnim sovražnikom, ter nabral številno vojaštvo med papežu sovražnimi gibelini: 600 konjenikov in 1500 pešcev ter z njimi odkorakal v Anagni. Z vpitjem: „Smrt papežu! Živel francoski kralj!” so prihrumeli na ulice noseč kapetinške plavo-zlate zastave in vdrli v papeževo palačo. Papež Bonifacij VIII. je sedel na prestolu med ostijskim in sabinskim kardinalom-škofom in jih sprejel držeč v eni roki križ, v drugi pa ključe rekoč: „Izdanega kot Kristusa me kar zgrabite, pa naj umrjem kot papež.” Za trenutek so presenečeno obstali, nato pa je začel Colonna papeža zmerjati, in ga baje celo udaril z železnim buzdovanom. Med tem pa je drhal vsenaokrog ropala in uničevala dragocene listine. Ko se se hajduki še posvetovali, kako bi spravili papeža-starčka v Lyon, so se zbrali anangnijski meščani in so pod vodstvom kardinala Del Fiesca pregnali francoske vsiljivce. V teh bojih je izgubil življenje v obrambi pontifika tudi  ostrogonski nadškof Gregor Bicskei; bil je tako reven, da je vse življenje zbiral denar, da bi lahko obiskal papeža na čelu poslanstva v zvezi s težavami na Ogrskem. Nogaret in Colonna sta pobegnila in oboroženo varstvo Orsinijevih je odvedlo izčrpanega Bonifaca v Rim, kjer je kmalu nato umrl. 
Francija se je sedaj brez omejitve začela vmešavati v cerkvene zadeve, kar so ji omogočili Bonifacijevi šibkejši nasledniki med avinjonskim papeštvom, ki ga nekateri zgodovinarji imenujejo tudi avinjonsko suženjstvo; to oznako je seveda treba sprejemati s pridržkom.

### Pozni srednji vek
Družina Stebrskih je tudi skozi pozni srednji vek ostala v središču državljanskega in verskega življenja. Kardinal Egidio Colonna je umrl na papeškem dvoru v Avignonu leta 1314; kot avguštinec je študiral teologijo v Parizu pri sv. Tomažu Akvinskem, da bi postal eden največjih mislecev svojega časa. 
V 14. stoletju je družina denarno podprla okrasitev cerkve Svetega Janeza Lateranskega, predvsem talne mozaike.
Leta 1328 je kandidat za svetorimskega cesarja kralj Ludvik IV. odšel v Italijo na kronanje za cesarja. Ker je Janez XXII. iz Avignona javno izjavil, da Ludvika ne bo kronal, se je kralj odločil, da ga bo kronal član rimske aristokracije; ona pa je predlagala Sciarra Colonna. V čast tega dogodka je družina Colonna dobila privilegij, da na vrhu svojega grba lahko pridene cesarsko koničasto krono.

#### Gloriosa Colonna
Na Konstanškem koncilu je družina Colonna končno uspela v svojih papeških teženjih, ko je bil 14. novembra 1417 izvoljen za papeža Oddone Colonna. Kot Martin V.. je vladal vse do svoje smrti 20. februarja 1431 in je uspešno dokončal zahodni razkol.
Slavni pesnik Petrarka je bil velik družinski prijatelj Stebrov, zlasti kardinala Giovannija Colonna, in je pogosto živel v Rimu kot družinski gost. Za posebne priložnosti v družini Colonna je sestavil številne sonete, med drugim X. sonet, kjer opeva Stebrsko veličino.
V prvi izdaji Petrarkovih pesnitev iz leta 1519 nahajamo tudi njegovo lastno razlago in pripombe. V Desetem sonetu je zabeležil hvalnico Družini Stebrskih oziroma Družini Colonna: 
| Li sonetti canzone e triumphi del Petrarcha (italijanski izvirnik) | Petrarkine pesmi in zmagoslavni soneti (slovenski prepev) |
| --- | --- |
| Gloriosa colonna in cui s'appoggia Nostra speranza e il gran nome latino, Ch’ anchor non torse dal vero camino Lira de Gioue per ventosa pioggia; Qui no palazzi non theatro o loggia Ma in lor vece vn’abete, vn saggio vn pino Tra l’herba verde il bel monte vicino, Onde si scende postando er poggia, Levan di terra al ciel nostr’ intelletto. E’l rosignol, che dolcemente al’ ombra Tutte le notti si lamenta er piagne, D’amorosi pensieri il cor ne’ngombra. Ma tanto ben sol tronchi er sai imperfetto Tu, che da noi signor mio ti scompagne. | Veličastni Steber, na katerem temelji Naše upanje in veliko latinsko ime, Čigar sidro se ni zasukalo iz prave smeri Jupitrove lire za deževne, burne dni; Tu ni gledališča, koče ali dvora, Pač pa dehtenje jelke, žajblja, bora. Med zeleno travo, a v ozadju gora, Torej tja podaš se, da telo počiva, Trudna duša pa v naravi čisti uživa. Milo poje slavec, ki ga neprestano Že ponoči, zjutraj bridko peče rana, Vedno v stiski srce ljubljeno trepeče. Nepopolna sreča - niso tu nebesa: To najbolj občutiš, ko je dan slovesa. |

### Novi vek

#### Spor med družinama Orsini - Colonna
Družina je znana tudi po malodane trajnem hudem sporu z družino Orsini zaradi prevladujočega vpliva v Rimu, dokler nasprotij ni končala bula iz leta 1511. Leta 1571 pa sta se vodja obeh družin poročila z nečakinjama Siksta V.. Nato so zgodovinarji zapisali, da "ni bilo sklenjenega med krščanskimi knezi nobenega miru, v katerega ne bi bili družini poimensko vključeni".

#### Zgodnji novi vek
V zgodnjem novem veku nahajamo več znanih oseb izmed družine Stebrskih. 
V 17. stoletju se je v literarnih krogih proslavila kot pesnica in pisateljica Vittoria Colonna. 
1627 se je poročila Anna Colonna, hči Filipa I., s Tadejem Barberinijem, nečakom Urbana VIII..
1728 je družinska veja Carbognano (Colonna di Sciarra) dodala rodbinskemu priimku Colonna svoj priimek, , ko se je poročil Giulio Cesare Colonna di Sciarra s Kornelijo Barberini, hčerko zadnjega moškega potomca iz družine Barberini.

#### Sedanje stanje
Družina Colonna je prejela naslov Kneza pomočnika papeškega prestola od 1710, čeprav ta papeški častni naslov poteka šele od 1854. 
Vse do dandanes je Rimsko bivališče družine, Palazzo Colonna, odprto za obiskovalce vsako soboto zjutraj.
Glavno črto Stebrskih – 'Colonna di Paliano' predstavlja knez Marcantonio Colonna di Paliano, knez in vojvoda od Paliana, ki je rojen 1948; njegov zet je Giovanni Andrea Colonna di Paliano , *1975, in Prospero Colonna di Paliano, knez Avelle, * 1956, čigar zet je Filippo Colonna di Paliano, rojen 1995.
Črto 'Colonna di Stigliano' predstavlja Prospero Colonna di Stigliano, knez Stigliana, rojen 1938, ki ima za zeta nečaka Štefana Colonna di Stigliano, rojenega  1975.

## Pomembnejši člani
- Blažena Margherita Colonna (c. 1255 – 1280).
- Stefano Colonna (1265 – c. 1348), vpliven plemič srednjeveškega Rima in cesarski namestnik v zgodnjem 14. st.
- Giacomo Colonna (1270–1329), sodeloval v Ananjijskem napadu zoper Bonifacija VIII..
- Giovanni Colonna (1295–1348), vpliven kardinal med Avinjonskim papeštvom.
- Oddone Colonna (1369–1431), čigar izvolitev za Martina V. 1417 je končala Zahodni razkol.
- Ludovico Colonna (1390-1436), poveljnik
- Prospero I. Colonna (1410–1463), kardinal
- Fabrizio Colonna (c. 1450 – 1520), oče Viktorije Colonna, in general v vojni Svete alianse (War of the League of Cambrai - Holy League).
- Prospero Colonna (1452–1523), ki se je bojeval na strani svojega nečaka Fabricija Colonna.
- Francesco Colonna (1453 – 1517)  je skupaj s pisateljem in menihom Francescom Colonna, napisal Hypnerotomachia Poliphili - črkostih v prozi, kakor tudi zgodbo.
- Marcantonio I. Colonna (1478–1522), poveljnik v 15.-16. st.
- Pompeo Colonna (1479–1532), kardinal in nečak Prospera Colonna. neapeljski podkralj 1530 do 1532.
- Vittoria Colonna (1490–1547), Michelangelova prijateljica, ki se je poročila 1507 s Fernandom d'Avalosom, markizom Pescare († 1525).
- Pirro Colonna (1500–1552), poveljnik pod Karlom V.
- Marcantonio II. Colonna Mlajši (1535–1584), vojvoda Tagliacozza. Sin Ascanio Colonna in Ivane Aragonske.Sodeloval je v pomorski Bitki pri Lepantu proti Turkom, 7. oktobra 1571; podkralj Sicilije 1577–1584; knez Paliana.
- Ascanio Colonna (1560–1608) kardinal
- Marcantonio V. Colonna (1606/1610–1659), knez Paliana.
- Prospero II. Colonna (1662–1743), kardinal
- Carlo Colonna (1665–1739), za kardinala ga je imenoval papež Klemen XI. 1706.
- Guido Colonna di Paliano (1908–1982), diplomat in evropski komisar. [22] [23]

## Spomin

### Tuskulski grofje – rodovnik
|                                                       |                                                       |                                                       |                                                       |                                                       |                                                       |  |  |                                       |                                       |                                       |                                       |                                       |                                       | Teofilakt I., tuskulski grof 864–924 | Teofilakt I., tuskulski grof 864–924 | Teofilakt I., tuskulski grof 864–924 | Teofilakt I., tuskulski grof 864–924 | Teofilakt I., tuskulski grof 864–924 | Teofilakt I., tuskulski grof 864–924 |                                    |                                    | Teodora         | Teodora         | Teodora                        | Teodora                        | Teodora                        | Teodora                        |                                |                                |                             |                             |                             |                             |  |  |  |  |  |  |  |  |  |  |  |  |  |  |
|                                                       |                                                       |                                                       |                                                       |                                                       |                                                       |  |  |                                       |                                       |                                       |                                       |                                       |                                       | Teofilakt I., tuskulski grof 864–924 | Teofilakt I., tuskulski grof 864–924 | Teofilakt I., tuskulski grof 864–924 | Teofilakt I., tuskulski grof 864–924 | Teofilakt I., tuskulski grof 864–924 | Teofilakt I., tuskulski grof 864–924 |                                    |                                    | Teodora         | Teodora         | Teodora                        | Teodora                        | Teodora                        | Teodora                        |                                |                                |                             |                             |                             |                             |  |  |  |  |  |  |  |  |  |  |  |  |  |  |
|                                                       |                                                       |                                                       |                                                       |                                                       |                                                       |  |  |                                       |                                       |                                       |                                       |                                       |                                       |                                      |                                      |                                      |                                      |                                      |                                      |                                    |                                    |                 |                 |                                |                                |                                |                                |                                |                                |                             |                             |                             |                             |  |  |  |  |  |  |  |  |  |  |  |  |  |  |
| Hugo Italijanski 887-924-948 (tudi poročen z Marozio) | Hugo Italijanski 887-924-948 (tudi poročen z Marozio) | Hugo Italijanski 887-924-948 (tudi poročen z Marozio) | Hugo Italijanski 887-924-948 (tudi poročen z Marozio) | Hugo Italijanski 887-924-948 (tudi poročen z Marozio) | Hugo Italijanski 887-924-948 (tudi poročen z Marozio) |  |  | Alberik I. Spoletski (grof) d. 925    | Alberik I. Spoletski (grof) d. 925    | Alberik I. Spoletski (grof) d. 925    | Alberik I. Spoletski (grof) d. 925    | Alberik I. Spoletski (grof) d. 925    | Alberik I. Spoletski (grof) d. 925    |                                      |                                      |                                      |                                      | Marozia 890–937                      | Marozia 890–937                      | Marozia 890–937                    | Marozia 890–937                    | Marozia 890–937 | Marozia 890–937 |                                |                                |                                |                                | Sergij III. (papež) 904–911    | Sergij III. (papež) 904–911    | Sergij III. (papež) 904–911 | Sergij III. (papež) 904–911 | Sergij III. (papež) 904–911 | Sergij III. (papež) 904–911 |  |  |  |  |  |  |  |  |  |  |  |  |  |  |
| Hugo Italijanski 887-924-948 (tudi poročen z Marozio) | Hugo Italijanski 887-924-948 (tudi poročen z Marozio) | Hugo Italijanski 887-924-948 (tudi poročen z Marozio) | Hugo Italijanski 887-924-948 (tudi poročen z Marozio) | Hugo Italijanski 887-924-948 (tudi poročen z Marozio) | Hugo Italijanski 887-924-948 (tudi poročen z Marozio) |  |  | Alberik I. Spoletski (grof) d. 925    | Alberik I. Spoletski (grof) d. 925    | Alberik I. Spoletski (grof) d. 925    | Alberik I. Spoletski (grof) d. 925    | Alberik I. Spoletski (grof) d. 925    | Alberik I. Spoletski (grof) d. 925    |                                      |                                      |                                      |                                      | Marozia 890–937                      | Marozia 890–937                      | Marozia 890–937                    | Marozia 890–937                    | Marozia 890–937 | Marozia 890–937 |                                |                                |                                |                                | Sergij III. (papež) 904–911    | Sergij III. (papež) 904–911    | Sergij III. (papež) 904–911 | Sergij III. (papež) 904–911 | Sergij III. (papež) 904–911 | Sergij III. (papež) 904–911 |  |  |  |  |  |  |  |  |  |  |  |  |  |  |
|                                                       |                                                       |                                                       |                                                       |                                                       |                                                       |  |  |                                       |                                       |                                       |                                       |                                       |                                       |                                      |                                      |                                      |                                      |                                      |                                      |                                    |                                    |                 |                 |                                |                                |                                |                                |                                |                                |                             |                             |                             |                             |  |  |  |  |  |  |  |  |  |  |  |  |  |  |
|                                                       |                                                       |                                                       |                                                       |                                                       |                                                       |  |  |                                       |                                       |                                       |                                       |                                       |                                       |                                      |                                      |                                      |                                      |                                      |                                      |                                    |                                    |                 |                 |                                |                                |                                |                                |                                |                                |                             |                             |                             |                             |  |  |  |  |  |  |  |  |  |  |  |  |  |  |
| Alda Viennska                                         | Alda Viennska                                         | Alda Viennska                                         | Alda Viennska                                         | Alda Viennska                                         | Alda Viennska                                         |  |  | Alberik II. Spoletski 905–954         | Alberik II. Spoletski 905–954         | Alberik II. Spoletski 905–954         | Alberik II. Spoletski 905–954         | Alberik II. Spoletski 905–954         | Alberik II. Spoletski 905–954         |                                      |                                      | David ali Deodat                     | David ali Deodat                     | David ali Deodat                     | David ali Deodat                     | David ali Deodat                   | David ali Deodat                   |                 |                 | Janez XI. (papež) 931–935      | Janez XI. (papež) 931–935      | Janez XI. (papež) 931–935      | Janez XI. (papež) 931–935      | Janez XI. (papež) 931–935      | Janez XI. (papež) 931–935      |                             |                             |                             |                             |  |  |  |  |  |  |  |  |  |  |  |  |  |  |
| Alda Viennska                                         | Alda Viennska                                         | Alda Viennska                                         | Alda Viennska                                         | Alda Viennska                                         | Alda Viennska                                         |  |  | Alberik II. Spoletski 905–954         | Alberik II. Spoletski 905–954         | Alberik II. Spoletski 905–954         | Alberik II. Spoletski 905–954         | Alberik II. Spoletski 905–954         | Alberik II. Spoletski 905–954         |                                      |                                      | David ali Deodat                     | David ali Deodat                     | David ali Deodat                     | David ali Deodat                     | David ali Deodat                   | David ali Deodat                   |                 |                 | Janez XI. (papež) 931–935      | Janez XI. (papež) 931–935      | Janez XI. (papež) 931–935      | Janez XI. (papež) 931–935      | Janez XI. (papež) 931–935      | Janez XI. (papež) 931–935      |                             |                             |                             |                             |  |  |  |  |  |  |  |  |  |  |  |  |  |  |
|                                                       |                                                       |                                                       |                                                       |                                                       |                                                       |  |  |                                       |                                       |                                       |                                       |                                       |                                       |                                      |                                      |                                      |                                      |                                      |                                      |                                    |                                    |                 |                 |                                |                                |                                |                                |                                |                                |                             |                             |                             |                             |  |  |  |  |  |  |  |  |  |  |  |  |  |  |
|                                                       |                                                       |                                                       |                                                       |                                                       |                                                       |  |  |                                       |                                       |                                       |                                       |                                       |                                       |                                      |                                      |                                      |                                      |                                      |                                      |                                    |                                    |                 |                 |                                |                                |                                |                                |                                |                                |                             |                             |                             |                             |  |  |  |  |  |  |  |  |  |  |  |  |  |  |
| Gregor I. Tuskulski (grof)                            | Gregor I. Tuskulski (grof)                            | Gregor I. Tuskulski (grof)                            | Gregor I. Tuskulski (grof)                            | Gregor I. Tuskulski (grof)                            | Gregor I. Tuskulski (grof)                            |  |  | Janez XII. (papež) 955–964            | Janez XII. (papež) 955–964            | Janez XII. (papež) 955–964            | Janez XII. (papež) 955–964            | Janez XII. (papež) 955–964            | Janez XII. (papež) 955–964            |                                      |                                      | Benedikt VII. (papež) 974-983        | Benedikt VII. (papež) 974-983        | Benedikt VII. (papež) 974-983        | Benedikt VII. (papež) 974-983        | Benedikt VII. (papež) 974-983      | Benedikt VII. (papež) 974-983      |                 |                 |                                |                                |                                |                                |                                |                                |                             |                             |                             |                             |  |  |  |  |  |  |  |  |  |  |  |  |  |  |
| Gregor I. Tuskulski (grof)                            | Gregor I. Tuskulski (grof)                            | Gregor I. Tuskulski (grof)                            | Gregor I. Tuskulski (grof)                            | Gregor I. Tuskulski (grof)                            | Gregor I. Tuskulski (grof)                            |  |  | Janez XII. (papež) 955–964            | Janez XII. (papež) 955–964            | Janez XII. (papež) 955–964            | Janez XII. (papež) 955–964            | Janez XII. (papež) 955–964            | Janez XII. (papež) 955–964            |                                      |                                      | Benedikt VII. (papež) 974-983        | Benedikt VII. (papež) 974-983        | Benedikt VII. (papež) 974-983        | Benedikt VII. (papež) 974-983        | Benedikt VII. (papež) 974-983      | Benedikt VII. (papež) 974-983      |                 |                 |                                |                                |                                |                                |                                |                                |                             |                             |                             |                             |  |  |  |  |  |  |  |  |  |  |  |  |  |  |
|                                                       |                                                       |                                                       |                                                       |                                                       |                                                       |  |  |                                       |                                       |                                       |                                       |                                       |                                       |                                      |                                      |                                      |                                      |                                      |                                      |                                    |                                    |                 |                 |                                |                                |                                |                                |                                |                                |                             |                             |                             |                             |  |  |  |  |  |  |  |  |  |  |  |  |  |  |
| Benedikt VIII. (papež) papež 1012–1024                | Benedikt VIII. (papež) papež 1012–1024                | Benedikt VIII. (papež) papež 1012–1024                | Benedikt VIII. (papež) papež 1012–1024                | Benedikt VIII. (papež) papež 1012–1024                | Benedikt VIII. (papež) papež 1012–1024                |  |  | Alberik III. Tuskulski (grof) u. 1044 | Alberik III. Tuskulski (grof) u. 1044 | Alberik III. Tuskulski (grof) u. 1044 | Alberik III. Tuskulski (grof) u. 1044 | Alberik III. Tuskulski (grof) u. 1044 | Alberik III. Tuskulski (grof) u. 1044 |                                      |                                      | Janez XIX. (papež) papež 1024–1032   | Janez XIX. (papež) papež 1024–1032   | Janez XIX. (papež) papež 1024–1032   | Janez XIX. (papež) papež 1024–1032   | Janez XIX. (papež) papež 1024–1032 | Janez XIX. (papež) papež 1024–1032 |                 |                 |                                |                                |                                |                                |                                |                                |                             |                             |                             |                             |  |  |  |  |  |  |  |  |  |  |  |  |  |  |
| Benedikt VIII. (papež) papež 1012–1024                | Benedikt VIII. (papež) papež 1012–1024                | Benedikt VIII. (papež) papež 1012–1024                | Benedikt VIII. (papež) papež 1012–1024                | Benedikt VIII. (papež) papež 1012–1024                | Benedikt VIII. (papež) papež 1012–1024                |  |  | Alberik III. Tuskulski (grof) u. 1044 | Alberik III. Tuskulski (grof) u. 1044 | Alberik III. Tuskulski (grof) u. 1044 | Alberik III. Tuskulski (grof) u. 1044 | Alberik III. Tuskulski (grof) u. 1044 | Alberik III. Tuskulski (grof) u. 1044 |                                      |                                      | Janez XIX. (papež) papež 1024–1032   | Janez XIX. (papež) papež 1024–1032   | Janez XIX. (papež) papež 1024–1032   | Janez XIX. (papež) papež 1024–1032   | Janez XIX. (papež) papež 1024–1032 | Janez XIX. (papež) papež 1024–1032 |                 |                 |                                |                                |                                |                                |                                |                                |                             |                             |                             |                             |  |  |  |  |  |  |  |  |  |  |  |  |  |  |
|                                                       |                                                       |                                                       |                                                       |                                                       |                                                       |  |  |                                       |                                       |                                       |                                       |                                       |                                       |                                      |                                      |                                      |                                      |                                      |                                      |                                    |                                    |                 |                 |                                |                                |                                |                                |                                |                                |                             |                             |                             |                             |  |  |  |  |  |  |  |  |  |  |  |  |  |  |
| vojvoda Peter Rimski                                  | vojvoda Peter Rimski                                  | vojvoda Peter Rimski                                  | vojvoda Peter Rimski                                  | vojvoda Peter Rimski                                  | vojvoda Peter Rimski                                  |  |  | Gaius                                 | Gaius                                 | Gaius                                 | Gaius                                 | Gaius                                 | Gaius                                 |                                      |                                      | Octavianus                           | Octavianus                           | Octavianus                           | Octavianus                           | Octavianus                         | Octavianus                         |                 |                 | Benedikt IX. (papež) 1032–1048 | Benedikt IX. (papež) 1032–1048 | Benedikt IX. (papež) 1032–1048 | Benedikt IX. (papež) 1032–1048 | Benedikt IX. (papež) 1032–1048 | Benedikt IX. (papež) 1032–1048 |                             |                             |                             |                             |  |  |  |  |  |  |  |  |  |  |  |  |  |  |

### Družina Colonna
(slovensko)
- Enciklopedija Colonna[mrtva povezava]
- Ars longa 25.01.2021 Na današnji dan 25. januar Papež Martin

(angleško)
- Colonna Family © 2021 Geni.com
- Oxford Reference: Colonna Family Oxford University Press. 2021.
- New Catholic Encyclopedia Colonna Family 2019
- Britannica: Colonna Family. Roman family
- House of Names: Colonna History, Family Crest & Coats of Arms. Swyrich Corporation
- Members of the Colonna Family. June 8, 2017 Ranker

(italijansko)
- Colónna Enciclopedia on line
- Colonna di Erminia Irace - Enciclopedia machiavelliana (2014)
- Colonna di Enzo Petrucci - Enciclopedia Dantesca (1970)
- Colonna Dizionario di Storia (2010)
- Colonna di Pietro Fedele - Enciclopedia Italiana (1931)

### Palača Colonna
(angleško)
- Inside Palazzo Colonna, Rome's Last Great Sanctuary of Renaissance Splendor. A rare look at 700 hundred years of palace intrigue, papal scheming, and priceless art. By Jason Horowitz  Sep 24, 2019
- Colonna Gallery - Palace in Rome. Palazzo Colonna, a private palace and gallery of the Colonna family
- Palazzo Colonna website

(nemško)
- Palazzo Colonna: Ein Prachtstück, das man im Urlaub in Rom besichtigen muss. Montag, März 1, 2021 Colette Fitzpatrick